# Tauró de puntes negres
El tauró de puntes negres (Carcharhinus limbatus) és una espècie de tauró de la  família Carcharhinidae que habita zones intertropicals del planeta. Pot assolir els 2,70 m i pot viure 12 anys.

## Característiques

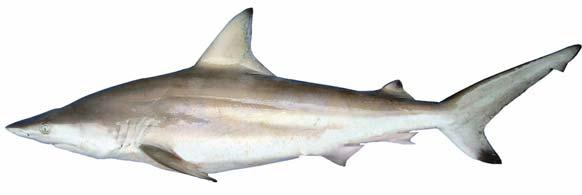
Tauró de puntes negres.

Aquest tauró presenta un cos allargat no gaire voluminós, amb un cap punxegut vist des de dalt. També té uns ulls grans, proporcionalment, coberts per parpelles adiposes. La primera aleta dorsal és alta, acaba en punta la segona en posició oposada a l'anal. No té cresta interdorsal i les seves aletes pectorals són llargues, amb curvatura i presenten una punta negrosa, de color més fosc que la resta del cos. Les dents centrals de les dues mandíbules tenen una cúspide central alta i aguda. La coloració sol ser gris fosc o blau en la part dorsal i blanc en la part ventral. No solen mesurar més d'1 metre i mig però s'han donat casos d'exemplars de 2 metres.

## Fisiologia
El sistema digestiu és més llarg que el cos, la faringe condueix a un esòfag curt i ampli que s'obre a l'estómac en forma d'U. La respiració es fa per mitjà de brànquies, així l'aigua entra per la boca entre els arcs branquials i surt a través de l'obertura branquial aportant oxigen als vasos sanguinis.